# 이스케이프 런
《이스케이프 런》(프랑스어: Oppression, 영어: Shut In)은 프랑스와 캐나다에서 제작된 패런 블랙번 감독의 2016년 심리 공포 스릴러 영화이다. 나오미 와츠, 올리버 플랫, 찰리 히턴, 제이컵 트람블레이 등이 출연하였고, 클로드 레제 등이 제작에 참여하였다.
이 영화는 미국에서 2016년 11월 11일에, 프랑스에서 2016년 11월 30일에 유로파코프에 의해 개봉되었다. 평론가들로부터 대체로 부정 평가를 받았다.

## 줄거리
메인주에 사는 리처드는 문제아인 아들 스티븐을 기숙 학교로 데려다주던 중 심각한 말다툼을 하다가 교통 사고로 사망한다.
반 년 뒤. 스티븐의 새엄마인 소아정신과 전문의 메리는 집에서 교통 사고 여파로 지속 식물 상태가 된 스티븐을 돌보면서 아동·청소년 환자들을 진찰하고 있다. 메리는 과격한 행동을 보이는 농아 환자 톰이 앞으로도 행동 교정에 차도가 없을 거라고 판단돼 보스턴 청각 장애 아동 대용 수용시설(group home)에 가게 됐다는 걸 알게 된다.
며칠 뒤 메리는 한밤중에 톰이 차 안에 잠들어있는 걸 발견하고 집 안에 들인다. 그러나 톰은 갑자기 홀연히 사라진다. 바깥은 눈이 몰아치는 한겨울 날씨. 그 누구도 톰이 살아있을 거라 생각하지 않는다.
그러나 이후 메리는 집 안에서 톰의 모습을 보고 심지어 톰이 코앞에 나타나 손바닥으로 자신의 입을 막는 경험까지 생생하게 겪는다. 치료사인 윌슨은 이를 단순히 사건수면이라고 진단한다. 불면증이 급기야 야경증까지 일으켰다는 것이다.
어느 날 메리가 한 환자의 아버지 더그 하트와 저녁을 먹고 집에 돌아오니 스티븐이 사라져있다. 바닥 밑 공간에서 소리가 들려서 살펴보자 어린아이 손이 메리를 잡아당기고, 놀란 메리는 그 앞을 서랍장으로 막아놓는다. 다시 나타난 스티븐의 얼굴에는 긁힌 상처가 있다.
윌슨은 화상 통화 중에 메리의 몸을 검사한 결과 스티븐이 복용하고 있는 벤조디아제핀류의 약을 먹은 걸로 추정된다며, 메리가 보는 환각의 원인을 약 때문으로 의심하면서 메리를 추궁한다. 메리가 화를 내며 자리를 뜬 뒤 아직 통화를 종료하지 않은 윌슨은 스티븐이 멀쩡히 걸어다니는 모습을 목격한다.
전기가 나간 뒤 스티븐이 나타나 메리를 묶고 욕조에서 목욕을 시켜준다. 과거 스티븐이 메리에게 지나친 독점욕을 보이자 아버지 리처드는 스티븐을 먼 학교로 진학시켜 메리와 떨어뜨리려 했고, 이에 스티븐은 리처드를 의도적으로 죽였으며, 자신의 자리를 대신할 것으로 보이는 톰은 바닥 밑 공간에 가두고 굶겨 죽이려고 했던 것이다. 메리의 몸에서 발견된 약 역시 스티븐이 몰래 먹였던 것으로 밝혀진다.
메리는 스티븐이 잠시 욕실에서 나간 사이에 샴푸를 이용해 밧줄을 풀고 약을 토해낸 뒤 눈보라가 치는 밖으로 나가버린 척 눈 위에 발자국을 남기고 돌아와 톰과 함께 옷장 안에 숨는다. 메리에게 스티븐에 대해 경고를 하려고 찾아온 윌슨은 스티븐의 칼에 찔린다. 스티븐이 죽인 더그의 꽁꽁 언 사체가 현관문을 막고 있고 스티븐이 창문마다 못을 박아놓아 메리는 천장 채광창을 깨서 톰을 올려보내 먼저 도피시킨다.
메리는 윌슨의 조언대로 스티븐의 환상에 장단을 맞추다가 프라이팬으로 머리를 내려친 뒤 톰과 함께 호수로 도망친다. 정신을 차린 스티븐이 쫓아와 톰을 호수 밑으로 밀어넣으며 익사시키려는 걸 보고 메리는 스티븐이 들고 온 망치로 스티븐의 머리를 때리고 스티븐은 그대로 물에 빠진다.
며칠 뒤 메리는 톰을 입양하기로 한다.

## 출연
- 나오미 와츠 - 메리 포트먼 의사 역
- 올리버 플랫 - 베넷 윌슨 의사 역
- 찰리 히턴 - 스티븐 포트먼 역
- 데이비드 큐빗 - 더그 하트 역
- 제이컵 트람블레이 - 톰 패터슨 역
- 클레망틴 푸아다츠 - 루시 역
- 크리스털 벌린트 - 그레이스 미첼 역
- 피터 아우터브리지 - 리처드 포트먼 역
- 엘런 데이비드 - 조앤 역

## 기타 제작진
- 총괄 제작: 데이비드 린디, 조너선 뱅거
- 미술: 폴 D. 오스터베리
- 의상: 오데트 가두리